# Ретари
Ретари (пољ. Redarowie; рус. Ратари) су били западнословенско племе, део племенског савеза Љутића. Живели су између Доленског језера и горњег тока реке Хафел, на територији данашње немачке државе Мекленбург-Западна Померанија. У племенском савезу Љутића су након 930-их имали водећу улогу. Према средњовековним хроничарима, њихов главни град је био Ретра, у коме се налазило светилиште бога Радгоста. 
Помињу се у „Словенској хроници” Хелмолда фон Босауа, која говори о избијању сукоба око превласти у љутићком савезу средином XI века између Ретара и Доленчана на једној страни, и Прекопјенаца и Хижана на другој. Вођене су борбе, које су Ретари и Доленчани изгубили, након чега су се обратили за помоћ кнезу Бодрића Готшалку (или Годеславу) и саксонском херцегу Бернхарду 1114. године. Саксонци су затим послали војску против Хижана и Прекопјенаца, које су убрзо поразили.